# شريان زندي جانبي علوي
ينشأ الشريان الزندي الجانبي العلوي من الشريان العضدي تحت منتصف الذراع بقليل. كما يمكن أن ينشأ من الشريان العضدي العميق. 
يخترق الشريان حاجز بين العضلات الأنسي، ثم يهبط على الرأس الأنسية للعضلة الثلاثية الرؤوس العضدية للمسافة بين الناتئ المرفقي و لقيمة العضد الإنسية مصحوبًا بالعصب الزندي، ثم ينتهي عضلة الزندية المثنية للرسغ بالتشابك مع الشريان الزندي الخلفي الراجع والشريان الزندي السلفي الراجع.

## صور إضافية

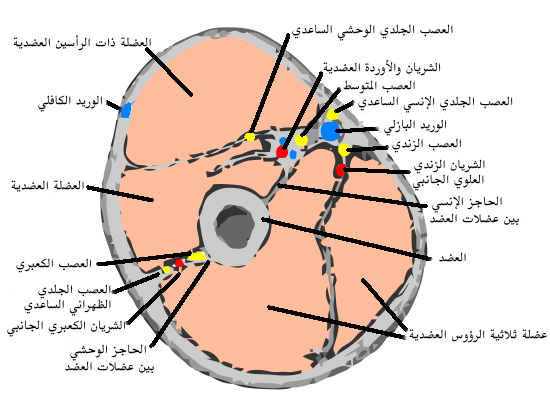
مقطع عرضي لمنتصف الذراع العلوي.
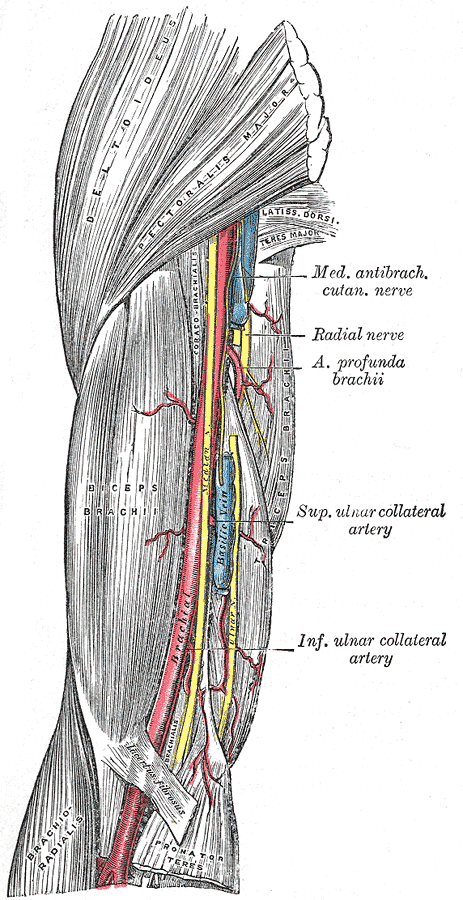
الشريان العضدي.

## روابط خارجية
- درسٌ تشريحي حول lesson4arteriesofarm مُعدٌ بواسطة ويسلي نورمان (جامعة جورجتاون).

1. ↑  نموذج تأسيسي في التشريح، QID:Q1406710